# Women Film Critics Circle Awards 2006
Na 2. ročníku udílení cen Women Film Critics Circle Awards byly předány ceny v těchto kategoriích dne 14. prosince 2006.

## Vítězové
Nejlepší film od ženy: Valerie Faris – Malá Miss Sunshine
Nejlepší film o ženě: Královna a Volver (remíza)
Nejlepší herec v hlavní roli: Djimon Hounsou – Krvavý diamant
Nejlepší herečka v hlavní roli: Helen Mirrenová – Královna
Nejlepší mladá herečka: Abigail Breslin – Malá Miss Sunshine
Nejlepší komediální výkon: Meryl Streep – Ďábel nosí Pradu
Ženské právo na hlavní roli ve filmu: Shareeka Epps – Half Nelson a Isabella Rossellini – My Dad Is 100 Years Old (remíza)
Nejlepší vypravěč: Aline Brosh McKenna – Ďábel nosí Pradu
Nejlepší dokument: Holá pravda a The War Tapes (remíza)
Nejlepší dokument (průkopník): Jesus Camp
Nejlepší animovaný film: Happy Feet
Nejlepší rodinný film: Lassie, Miss Potter a Kouzelná chůva Nanny McPhee
Nejlepší cizojazyčný film o ženách: Deepa Mehta – Voda
Nejlepší hudba: Dreamgirls
Nejlepší rovnost pohlaví: Ellen Page – V pasti
Nejlepší zobrazení ženy: Sanaa Lathan – Něco nového a Elizabeth Reaser – Líbezná země
Nejurážlivější mužská postava: Sacha Baron Cohen – Borat a Jason Statham – Zastav a nepřežiješ
Síň studu:
- Základní instinkt 2
- Miláček
- Úkladná vražda
- Stín zabijáka
- Sorry, Haters
- Srdce je zrádná děvka
- The Quiet
- Venuše
- Brazilský masakr
- Vers le sud

Ocenění Josephine Baker: Heather MacDonald – Been Rich All My Life
Ocenění Adrienne Shelly: Florence Ayisi a Kim Longinotto – Soudné sestry
Ocenění Karen Morley: Cyndi Williams – The Room a Elizbeth Reeser – Líbezná země
Celoživotní ocenění: Barbara Kopple
Ocenění za aktivismus: Sharon Stone
Ocenění za odvahu ve filmovém průmyslu: Carolina Rivas – Barva oliv a Barbara Kopple a Cecilia Peck – Sklapni a zpívej